# Siobhan Williams
Siobhan Williams (Cambridge, 10 gennaio 1992) è un'attrice e cantante canadese.

## Biografia
Nata in Inghilterra, ma trasferitasi da piccola con la famiglia in Canada, recita in diverse serie televisive e film. Nel 2014 vince uno Young Artist Award per la sua interpretazione in una puntata della serie televisiva Motive.

## Filmografia

### Attrice

#### Cinema
- Flicka: Country Pride, regia di Michael Damian (2012)
- Christmas Miracle, regia di Terry Ingram (2012)
- Il fuoco della giustizia (Forsaken), regia di Jon Cassar (2015)
- A Miracle on Christmas Lake, regia di John Kissack (2016)
- Public Schooled, regia di Kyle Rideout (2017)
- Benvenuti a Marwen (Welcome to Marwen), regia di Robert Zemeckis (2018)
- Bright Hill Road, regia di Robert Cuffley (2020)

#### Televisione
- Heartland – serie TV, 6 episodi (2010)
- Radio Rebel, regia di Peter Howitt – film TV (2012)
- Level Up – serie TV, 5 episodi (2012-2013)
- Motive – serie TV, 1 episodio (2013)
- Forever 16, regia di George Mendeluk – film TV (2013)
- Hell on Wheels – serie TV, 2 episodi (2013)
- Black Box – serie TV, 13 episodi (2014)
- Unreal – serie TV, 7 episodi (2015)
- Reign – serie TV, 1 episodio (2015)
- Heritage Minutes – serie TV, 1 episodio (2015)
- Wynonna Earp – serie TV, 1 episodio (2016)
- Garage Sale Mysteries – serie TV, 1 episodio (2017)
- Sea Change, regia di Chris Grismer – film TV (2017)
- Hit the Road – serie TV, 2 episodi (2017)
- Un milionario in incognito (Secret Milionaire), regia di Michael M. Scott – film TV (2018)
- Van Helsing – serie TV, 1 episodio (2018)
- Silicon Valley - La valle del boom – serie TV, 2 episodi (2018)
- Deadly Class – serie TV, 6 episodi (2018-2019)
- Masters of Doom, regia di Rhys Thomas – film TV (2019)
- Sacred Lies – serie TV, 10 episodi (2020)
- Billy the Kid – serie TV, 2 episodi (2022)

#### Cortometraggi
- Cheyenne, regia di Nathan Rogers (2013)
- Nursing Sisters, regia di Grant Harvey (2015)
- Italy, regia di Siobhan Williams (2019)

### Regista

#### Cortometraggi
- Italy, regia di Siobhan Williams (2019)

#### Videoclip
- Magnitude dei Hot Hot Heat (2016)
- Italy di Hawksley Workman (2019)

### Doppiatrice

#### Cinema
- My Little Pony - Il film (My Little Pony: The Movie), regia di Jayson Thiessen (2017)

#### Televisione
- Beyblade Burst – serie TV, 40 episodi (2017-2018)

#### Videogiochi
- Dragalia Lost (2018)
- The Chant (2022)
- The Quarry – voce e motion capture (2022)

## Discografia

### Singoli
- Satellite (2021)
- In Love With Your Lies (2021)
- Everything (2021)
- Whispers in the Hall (2022)

## Riconoscimenti
- British Academy Video Games Awards
  - 2023 – Candidatura per la miglior performance protagonista per The Quarry[1]

## Doppiatrici italiane
Nelle versioni in italiano dei suoi lavori, Siobhan Williams è stata doppiata da:
- Letizia Ciampa in Flicka, ragazza selvaggia
- Martina Tamburello in Milionario in incognito
- Beatrice Manfredi in Stumptown

Come doppiatrice, è stata sostituita da:
- Federica Simonelli in The Quarry, The Chant[2]